# San Francisco de las Sierras
San Francisco de las Sierras es una localidad uruguaya del departamento de Lavalleja, dearrollada junto al establecimiento turístico y gastronómico de igual nombre.

## Ubicación
La localidad se encuentra situada en la zona centro-sur del departamento de Lavalleja, junto al arroyo San Francisco, 6 km al sureste del centro de la ciudad de Minas y junto al Parque de Vacaciones UTE-ANTEL, al este de la ruta 12.

## Población
Según el censo de 2011, la localidad contaba con una población de 58 habitantes.
| 58            |
| (Fuente: INE) |